# Massadan
Massadan ist ein Dorf in der Landgemeinde Yrys in Kirgisistan. Im Jahr 2021 betrug die Einwohnerzahl 2391. Es ist der Geburtsort von Kurmanbek Bakijew. Das Dorf liegt nahe der Grenze zu Usbekistan.